# Comuna Borș, Bârzula
Borș (în ucraineană Борщі, transliterat: Borșci) este o comună în raionul Bârzula, regiunea Odesa, Ucraina, formată din satele Borș (reședința), Dibrivka și Zelenîi Kut.

## Demografie
Componența lingvistică a comunei Borș
     Ucraineană (92,4%)
     Rusă (4,75%)
     Română (1,93%)
     Alte limbi (0,1%)
Conform recensământului din 2001, majoritatea populației comunei Borș era vorbitoare de ucraineană (92,4%), existând în minoritate și vorbitori de rusă (4,75%) și română (1,93%).